# Zeba
Zeba (Ojibwe Ziibiins) ist eine Siedlung und ein Census-designated place im L’Anse Township im Baraga County von Michigan. Das U.S. Census Bureau hat bei der Volkszählung 2020 eine Einwohnerzahl von 397 ermittelt. 
Ein 1834 angekommener Missionar erbaute eine Schule und eine Mission. 1845 umfasste die Gemeinde 58 Indigene und vier „weiße“ Mitglieder. Die 1888 erbaute Kirche ist der Nachfolgebau dieser Mission und eine örtliche Landmarke.

## Geografie
Zeba liegt in 262 Metern Höhe auf 46° 47' 33.81" Nord und 88° 24' 47.71" West im L’Anse–Reservat am Südufer der Keweenaw Bay auf der Upper Peninsula von Michigan. Es ist über die Skanee Road mit der US-41 in L’Anse im Südwesten in 7 km Entfernung verbunden. Im Nordosten von Zeba liegt Skanee, nördlich und südlich die Weiler Pequaming und Herman.